# سكوت بوستويك
سكوت بوستويك (بالإنجليزية: Scott Bostwick)‏ هو لاعب كرة قدم أمريكية أمريكي، ولد في 22 يونيو 1961 في أوماها في الولايات المتحدة، وتوفي في 5 يونيو 2011 بسبب نوبة قلبية.